# Parlamentswahl in Mazedonien 2008
Bei den Wahlen zum Parlament der Republik Mazedonien am 1. Juni 2008 waren knapp 1,8 Millionen Einwohner zur Stimmabgabe berechtigt.

## Voraussetzungen
18 Parteien, Bündnisse und Bürgergruppen traten zu den vorgezogenen Neuwahlen an. Sie waren nötig geworden, weil die Demokratische Partei der Albaner (DPA) im März die Koalition verlassen hatte. Anlass war die Weigerung des Ministerpräsidenten Nikola Gruevski, den Kosovo anzuerkennen. Die albanische Minderheit macht ungefähr 25 % der Landesbevölkerung aus.
Das Einkammerparlament Mazedoniens (mazedonisch Собрание, albanisch Kuvendi) wird auf vier Jahre gewählt. Um die 120 Sitze bewarben sich 1540 Kandidaten.

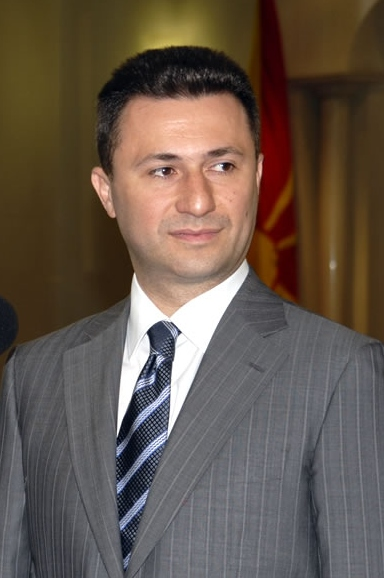
Nikola Gruevski

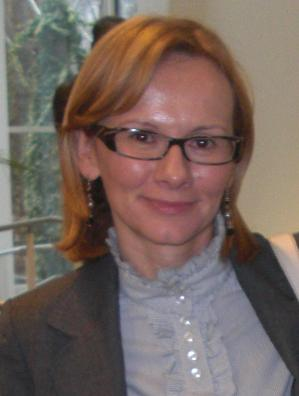
Radmila Šekerinska

## Umfragen und Wahlkampf
In den Umfragen vor der Wahl führte mit ca. 31 % der Stimmen die Nationalkonservative Regierungspartei VMRO-DPMNE und mehrere mit ihr verbündete Kleinparteien. Der amtierende Ministerpräsident Nikola Gruevski kündigte an, mit seinem früheren Koalitionspartner, der Albanischen Demokratischen Partei (PDSH) weiterregieren zu wollen. In Umfragen lag die PDSH von Menduhi Thaçi bei etwa 6 %.
Als größter Widersacher der regierenden VMRO-DPMNE galt die Sozialdemokratische Liga Mazedoniens (SDSM) unter Leitung der früheren Vize-Premierministerin und Europaministerin Radmila Šekerinska. Sie erreichte im Jahr 2005, dass die EU Mazedonien den Status eines Beitrittskandidaten verlieh. Šekerinska versprach im Wahlkampf, binnen sechs Monaten ein Datum für Beitrittsgespräche zu erkämpfen, was ihr jedoch nicht gelang.
Der Wahlkampf wurde durch eine Vielzahl gewaltsamer Übergriffe überschattet. Auf den Vorsitzenden der Demokratischen Union für Integration (BDI), Ali Ahmeti, wurde ein Anschlag verübt, zahlreiche BDI-Parteibüros wurden zerstört. Ahmeti beschuldigte dafür die rivalisierende PDSH und „Strukturen des Innenministeriums“. Am Wahlsonntag wurde die Zentrale der BDI in Skopje beschossen; dabei verlor nach Parteiangaben ein Mann sein Leben. In 20 Wahllokalen in den vornehmlich von Albanern bewohnten Gebieten musste die Abstimmung aufgrund von Übergriffen abgebrochen werden. Dort musste die Wahl wiederholt werden. Die EU-Kommission zeigte sich „sehr beunruhigt“ über die Vorfälle.

## Wahlergebnis
Das Bündnis von Ministerpräsident Gruevski konnte seinen Anteil gegenüber der letzten Wahl von 2006 um mehr als 16 % erhöhen und kam auf 48,8 % der Stimmen. Mit diesem im Verhältnis zu den Umfragen überraschend deutlichen Resultat erreichte es die absolute Mehrheit der Sitze im Parlament. Die Sozialdemokraten unterlagen mit rund 23,7 % deutlich. Die Demokratische Union für Integration (BDI) kam auf 12,8 %, die zuvor mit Gruevski verbündete Albanische Demokratische Partei (PDSH) auf 8,5 % der Stimmen. Die Wahlbeteiligung lag bei 57,1 %.
Nach Auszählung aller Stimmen ergab sich folgendes Ergebnis:
| Wahlbündnis/Partei | Sitze |
| Innere Mazedonische Revolutionäre Organisation – Demokratische Partei für die Mazedonische Nationale Einheit (VMRO-DPMNE) | 63    |
| Demokratische Union für Integration (BDI)                                                                                 | 18    |
| Sozialdemokratische Liga Mazedoniens (SDSM)                                                                               | 27    |
| Albanische Demokratische Partei (PDSH)                                                                                    | 11    |
| Partei der Europäischen Zukunft                                                                                           | 1     |
| Gesamt | 120   |

## Reaktionen
Das Büro für Demokratie und Menschenrechte (ODIHR) der Organisation für Sicherheit und Zusammenarbeit in Europa (OSZE) überwachte die Wahl mit 309 Beobachtern im Land. Im Hinblick auf die Gewaltakte teilte sie nach dem Urnengang mit, dass der Verlauf der Parlamentswahl nicht internationalen Standards entsprochen habe.
Regierungschef Gruevski kündigte nach den Wahlen an, weiter mit einem albanischen Koalitionspartner regieren zu wollen. Die Entscheidung, welcher der beiden großen albanischen Parteien der Eintritt ins Kabinett angeboten wird, machte er zunächst davon abhängig, wie die Parteien sich bei der Wiederholungswahl in den von Gewalt betroffenen Stimmbezirken verhalten. Schließlich ging Gruevskis VMRO-DPMNE eine Koalition mit der zuvor oppositionellen albanischen Partei BDI ein. Sechs Wochen nach der Wahl stellte der Ministerpräsident sein neues Kabinett vor.
Die kleine Albanerpartei PDP (Partei für Demokratische Prosperität), die bei der Wahl 0,7 % der Stimmen erreicht hatte, fusionierte kurz darauf mit der PDSH.
Radmila Šekerinska, die Vorsitzende der SDSM, gratulierte den Siegern, mahnte aber, dass diese nun eine „riesige Last und Verantwortung“ übernommen hätten. Frau Šekerinska verwies auf die Opfer am Wahltag und sagte: „Der Preis, den wir während der Wahl bezahlt haben, war zu hoch.“ Zwei Tage nach der Wahl trat sie vom Vorsitz ihrer Partei zurück.